# Agneepath (film, 2012)
Pour le film de 1990, voir Agneepath (film, 1990).
Pour plus de détails, voir Fiche technique et Distribution.
Agneepath (अग्निपथ) est un film indien réalisé par Karan Malhotra, sorti en 2012. Il s'agit du remake d'Agneepath sorti en 1990.

## Synopsis
Un jeune homme voit son père se faire lyncher sous ses yeux. 15 ans plus tard, il devient gangster et cherche vengeance.

## Fiche technique
- Titre : Agneepath
- Titre original : अग्निपथ
- Réalisation : Karan Malhotra
- Scénario : Ila Bedi Dutta, Karan Malhotra et Piyush Mishra
- Musique : Ajay Gogavale et Atul Gogavale
- Photographie : Ravi K. Chandran et Kiran Deohans
- Montage : Akiv Ali
- Production : Hiroo Johar et Karan Johar
- Société de production : Dharma Productions
- Société de distribution : Dharma Productions (Inde)
- Pays :  Inde
- Genre : action, drame et film de gangsters
- Durée : 174 minutes
- Date de sortie : 
  - Inde : 26 janvier 2012

## Distribution
- Hrithik Roshan : Vijay Deenanath Chauhan
- Priyanka Chopra : Kaali
- Sanjay Dutt : Kancha Cheena
- Rishi Kapoor : Rauf Lala
- Madhurjeet Sarghi : Lachhi
- Rajesh Tandon : Mazhar Lala
- Kanika Tiwari : Shiksha Chauhan
- Om Puri : Gaitonde

## Box-office
Le film a rapporté 27 millions de dollars au box-office.